# Миканув
Миканув (пол. Mykanów) — село в Польщі, у гміні Миканув Ченстоховського повіту Сілезького воєводства.
Населення — 1039 осіб (2011).
У 1975-1998 роках село належало до Ченстоховського воєводства.

## Демографія
Демографічна структура станом на 31 березня 2011 року:
|          | Загалом | Допрацездатний вік | Працездатний вік | Постпрацездатний вік |
| -------- | ------- | ------------------ | ---------------- | -------------------- |
| Чоловіки | 505     | 107                | 354              | 44                   |
| Жінки    | 534     | 90                 | 330              | 114                  |
| Разом    | 1039    | 197                | 684              | 158                  |